# 筒井亮太郎
筒井 亮太郎（つつい りょうたろう、1979年6月8日 - ）は、NHKのアナウンサー。

## 人物
1979年6月8日生まれ、神奈川県川崎市生まれ東京都葛飾区柴又出身。神奈川県立多摩高等学校を経て、青山学院大学国際政治経済学部を卒業後、2003年（平成15年）4月に入局。
最近ではスポーツに関する出演が非常に多くなっている。
2020年9月に初任地の札幌放送局へ異動。
2025年春に9年ぶりに東京アナウンス室へ異動。

## 現在の担当番組
- スポーツ中継（NHKプロ野球、高校野球、MLB、アメリカンフットボール、NBA、ラグビー、トラックレースなど）

## 過去の担当番組
札幌放送局時代（1度目）（2003年度 - 2004年度）
- 北海道のニュース・中継・リポートなど
- ほくほくテレビ
- 北海道まるごとラジオ
- スポーツ中継
- フレッシュサウンド北海道[5]

函館放送局時代（2005年度 - 2008年度）
- 生中継 ふるさと一番!（2006年10月18日・19日・2007年5月31日・6月1日・11日・12日）中継お届け人
- 道南645 月曜 - 木曜、18:45 - 19:00
- 道南ニュースぱれっと 金曜、18:30 - 19:00
- どどんと道南ラジオ（ラジオ第1）木曜、14:00 - 15:00
- 北海道道南のニュース・中継・リポート
- スポーツ中継

秋田放送局時代（2009年度 - 2012年度）
- ニュースこまち
- Sportsプラス（2013年3月18日 - 22日・小宮山晃義のキャスター代行）
- 秋田県のニュース
- スポーツ中継

東京アナウンス室時代（2013年度 - 2015年度）
- NHKニュースおはよう日本（土日祝スポーツキャスター、2013年4月 - 2015年3月）
- サイエンスZEROナレーション（2015年5月10日 - 2016年4月3日・504回から540回までの数十回）
- ラジオニュース（不定期）

大阪放送局時代（2016年度 - 2020年8月）
- ラグビーワールドカップ2019
- 関西のニュース
- ニュース845〜関西のニュースと気象情報〜

札幌放送局時代（2度目）（2020年9月 - 2024年度)
- 北京オリンピック（ジャンプ（混合団体、男子ラージヒル）、ノルディック複合、クロスカントリー）
- ラグビーワールドカップ2023（総合・BS4K・NHKプラス・BS1）
  - まもなく日本代表初戦!チリ戦直前情報（2023年9月10日） - 現地ピッチサイドリポート
  - 1次リーグ・グループD「日本」対「チリ」（2023年9月10日） - 現地実況（現地解説：廣瀬俊朗・山村亮）
  - 1次リーグ・グループD「日本」対「イングランド」（2023年9月18日） - 現地特設スタジオ進行（現地特設スタジオ解説：五郎丸歩）
  - 1次リーグ・グループD「日本」対「サモア」（2023年9月29日） - 現地実況（現地解説：田中史朗）
  - 1次リーグ・グループC「フィジー」対「ジョージア」（2023年10月1日） - 現地実況（現地解説：後藤翔太）

スポーツ中継（NHKプロ野球、高校野球、MLB、アメリカンフットボール、NBA、ラグビー、トラックレースなど）
- 北海道のニュース
- ほっとニュース845（不定期）
- ニュース北海道645（不定期）
- 北海道まるごとラジオ[6]

東京アナウンス室時代（2度目）（2025年度 - ）